# Pacifica (geslacht)
Pacifica is een geslacht van kevers uit de familie glimwormen (Lampyridae). Het geslacht werd voor het eerst wetenschappelijk beschreven in 2013 door Ballantyne.

## Soorten
- Pacifica limbatifusca (Ballantyne in Ballantyne and Lambkin, 2009)
- Pacifica limbatipennis (Pic, 1911)
- Pacifica plagiata (Blanchard, 1853)
- Pacifica russellia (Ballantyne in Ballantyne and Lambkin, 2009)
- Pacifica salomonis (E. Olivier, 1911)